# کوسرلی (جیحان)
کوسرلی (به ترکی استانبولی: Kösreli) یک منطقهٔ مسکونی در ترکیه است که در جیحان واقع شده‌است.